# André Alexander
Pour les articles homonymes, voir Alexander.
André Alexander, né André Teichman (Berlin, 17 janvier 1965 - 21 janvier 2012, Berlin) est un tibétologue et un architecte allemand.

## Biographie
André Teichman, qui prit ultérieurement le nom de son grand-père, Alexander, son nom de plume, est né à Berlin le 17 janvier 1965.
Son père était ramoneur, tandis que sa mère avait tenu jusqu'à son mariage un salon de coiffure.
André Teichman a étudié l'histoire et l'architecture à l'Université technique de Berlin, mais n'a pas terminé ses études.
En 1987, peu de temps après la première ouverture du Tibet aux touristes, il y a voyagé en randonneur. Le 1er octobre de cette année, il se trouvait sur la place principale de Lhassa lorsque la première manifestation majeure a éclaté. Il a évité de justesse d'être blessé au moment où la police a ouvert le feu sur la foule, faisant 10 morts parmi les manifestants.
Progressivement, il s'est sérieusement intéressé à Lhassa, où il passa de longues périodes, accordant une attention particulière à la structure de ses bâtiments. Il a même "emprunté" un timbre dans un poste de police pour prolonger son visa, ce qui lui a valu une semaine en garde à vue.
À cette époque, la vieille ville était encore en grande partie conservée : « On pouvait facilement se perdre dans les ruelles étroites et sinueuses encadrées par de petits bâtiments de pierre blanchis à la chaux », écrivait-il. Mais quand il y est retourné, les choses ont changé. « À chaque nouvelle visite, des maisons avaient disparu - bloc de pierre par bloc de pierre, ruelle par ruelle. ».
En conséquence Alexander s'est déterminé à dessiner les bâtiments de la vieille ville et établir la liste de leurs caractéristiques, et en 1993, avec un ami britannique, Andrew Brannan, il a produit un inventaire complet de toutes les maisons historiques restantes de Lhassa.
Il a comparé ces structures à la carte de la ville dessinée à la main en 1948 par Peter Aufschnaiter et Heinrich Harrer (dont le célèbre séjour à Lhassa est raconté dans Sept ans au Tibet).
L'initiative d'Alexander et de Brannan, alors appelé le Lhasa Archive Project (projet des Archives de Lhassa), fut réalisé à un moment crucial : des plus de 400 bâtiments qu'ils ont décrits en 1993, seuls quelque 150 étaient encore debout en 2001. Les autres ont été démolis dans la frénésie de construction urbaine qui caractérisait la modernisation chinoise dans ces années-là, et qui supposait - à tort, comme Alexandre l'a montré - que les répliques en béton des bâtiments seraient plus appropriées au climat et plus populaire que des maisons à cour traditionnelles rénovées.
Alexander ne se contenta pas simplement d'écrire la chronique de la disparition du patrimoine tibétain, il s'est engagé à en renverser la tendance. En 1996, avec l'artiste portugaise Pimpim de Azevedo, aidé par la tibétologue britannique Heather Stoddard, il a fondé le Tibet Heritage Fund (THF). Ce fut sous la bannière de cette organisation qu'il réussit ce que d'autres experts occidentaux considéraient auparavant comme impossible : convaincre par le charme et la persévérance des responsables de premier plan du Gouvernement de la région autonome du Tibet à autoriser des travaux de conservation, malgré la réticence générale des fonctionnaires chinois au Tibet à coopérer avec des étrangers sur place.
L'approche d'Alexander était totalement différente de celle de la plupart des conservateurs, se concentrant non pas sur les monuments d'État, mais sur les bâtiments utilisés par les Tibétains locaux. Il a montré que des travaux de réparation pouvaient rajeunir les communautés ainsi que leurs constructions. De rares artisans tibétains furent trouvés dans la ville et des fonds recueillis pour financer l'apprentissage des arts anciens du Tibet de la construction à de jeunes Tibétains. En 1998, ils avaient créé un effectif de plus de 300 artisans tibétains dans la ville, rénové 20 bâtiments historiques et persuadé le Gouvernement de la région autonome du Tibet d'inscrire un total de 93 autres en tant que sites protégés.
Comme le travail de THF est devenu plus connu, il a reçu un financement du gouvernement allemand et de l'UNESCO, entre autres. En 2000, cependant, le gouvernement de Lhassa, probablement en raison de la préoccupation internationale croissante au sujet de son programme de démolition, a brusquement expulsé Alexander du Tibet et sa collaboratrice Pimpim de Azevedo , a remplacé son effectif par sa propre équipe, et a annulé la permission de travailler au THF. Tsering Woeser  précise que cette expulsion  résulte de la qualité de son travail venant en contradiction avec les objectifs des autorités.
Alexander ne s'est pas laisser gagné par le désarroi. Il s'est recentré sur la sauvegarde de bâtiments religieux et laïques dans d'autres domaines du monde culturel tibétain. Lui et de Azevedo ont lancé des projets de rénovation dans l'est du Tibet (incorporé aux provinces du Qinghai et du Sichuan en Chine), en Mongolie, au Ladakh et au Sikkim, ainsi que dans un projet de conservation associant les habitants de trois domaines traditionnels de la vieille ville de Pékin,.
Ainsi, THF aida les communautés locales après le tremblement de terre à Yushu (Qinghai) en 2010 et les crues soudaines au Ladakh (nord-ouest de l'Inde) la même année. Leur travail a été reconnu par un prix des Nations unies, trois prix du patrimoine de l'UNESCO, et le prix Vision Globale.
Alexander est devenu une autorité en architecture, défiant ceux qui insistent sur la préservation de l'architecture religieuse, tout en ignorant le patrimoine laïque.
Il a publié plusieurs ouvrages, seul et en collaboration avec d'autres auteurs. Il a effectué une étude de doctorat sur l'architecture vernaculaire et le logement à Lhassa. Une étude majeure sur l'architecture impériale tibétaine, coécrit avec Per Sørensen, est en voie d'achèvement.
En 2011, Alexander a été présenté dans la série de la BBC Heritage Heroes.
Bien qu'en bonne santé, André Alexandre est mort à 47 ans à Berlin le 21 janvier 2012 à la suite d'une crise cardiaque.

## Publications
- The Traditional House in Lhasa: Typology of an Endangered Species, Volume 18, Habitat - International, Lit Verlag, 2013,  (ISBN 3643902034 et 9783643902030)
- The Temples of Lhasa: Tibetan Buddhist architecture from the 7th to the 21st, Serindia, 2005,  (ISBN 1932476202 et 9781932476200)
- A Manual of Traditional Mongolian Architecture, Ulanbator, Tibet Heritage Fund, 2006
- Beijing Hutong Conservation Study, 2004
- Gyurme Dorje, Tashi Tsering, Heather Stoddard, Andre Alexander, Jokhang: Tibet's most sacred Buddhist temple, Thames & Hudson, 2010
- The Traditional House in Lhasa: Typology of an Endangered Species, International Specialized Book Service Incorporated, 2012,  (ISBN 3643902034 et 9783643902030)
- Andre Alexander, Pimpim de Azevedo, The Old City of Lhasa: Report from a Conservation Project, Volume 1, Tibet Heritage Fund, 1998,  (ISBN 3933192013 et 9783933192011)
- Andre Alexander, Mathew Akester, Lhasa old city, Tibet Heritage Fund.
- Andre Alexander, Pimpim de Azevedo, A Clear Lamp Illuminating The Significance And Origin Of Historic Buildings And Monuments In Lhasa Barkor Street (Lhasa Old City Vol. II), 1999
- Pimpim de Azevedo, Andre Alexander, John Harrison, Barkor Map, Tibet Heritage Fund, 1999